# Grupa Kawalerii Amhara
Grupa Kawalerii "Amhara" (wł. Gruppo Bande a Cavallo dell'Amhara), zwana też Grupą Kawalerii "Guillet" – ochotnicza kawaleryjska formacja zbrojna włoskiej armii złożona z mieszkańców Erytrei i Arabów podczas II wojny światowej.
W lutym 1940 r. na obszarze włoskiej Afryki Wschodniej powstała jednostka kawalerii złożona z miejscowej ludności i Arabów pochodzących z Półwyspu Arabskiego. Na jej czele stanął włoski oficer płk Amedeo Guillet, zwany "diabelskim dowódcą". Kadra oficerska i podoficerska była włoska. Formacja składała się z 8 nieregularnych oddziałów i liczyła ok. 1,7 tys. ludzi, w tym ok. 800 konnych kawalerzystów, ok. 200 wielbłądzich kawalerzystów i ok. 400 piechurów. Ponadto występował pododdział karabinów maszynowych i karabinów przeciwpancernych oraz służby. Jej zadaniem była walka z oddziałami brytyjskimi za liniami przeciwnika na obszarze wschodniej Afryki. Utrzymywano bardzo dobre stosunki z miejscową ludnością, co ułatwiło długą działalność oddziału. 
Pod koniec 1940 r. Brytyjczycy zorientowali się, że ponoszą coraz większe straty, nie tylko militarne, z powodu działań Grupy Kawalerii "Amhara". W tej sytuacji postanowili przy użyciu regularnych oddziałów i wsparciu wywiadu wojskowego "zapolować" na płk. A. Guilleta i jego ludzi. Namierzyli go przy drodze do miejscowości Amba Alagi w rejonie Cherù. Został jednak uprzedzony o zasadzce i zdołał ujść, dalej prowadząc partyzancką walkę. Wśród ciągłych starć i potyczek z wojskami brytyjskimi najpoważniejsza miała miejsce pod koniec stycznia 1941 r. ponownie w okolicy Cherù. Pułkownik A. Guillet zdecydował się zaatakować nieprzyjacielski oddział pancerno-zmotoryzowany, mając do dyspozycji jedynie karabiny i granaty ręczne. Jego jednostka zaszarżowała na Brytyjczyków, co było tak niewiarygodne, że z zaskoczenia odpowiedzieli nikłym ogniem. Jednakże druga szarża nie była już tak udana, gdyż żołnierze brytyjscy tym razem odpowiedzieli ogniem karabinów maszynowych i artylerii, powodując bardzo duże straty. Na koniec kampanii we wschodniej Afryce w kwietniu 1941 r. stan liczebny resztek Grupy Kawalerii "Amhara" wyniósł jedynie 176 ludzi, przy ponad 800 zabitych i 700 rannych przez cały okres walk. Po dotarciu na tereny znajdujące się pod kontrolą Włochów jednostka została rozwiązana. Natomiast płk A. Guillet wyjechał do Jemenu, aby szkolić tamtejsze oddziały wojskowe.
Na fladze Grupy Kawalerii "Amhara" znajdował się krzyż i półksiężyc (symbolizowały chrześcijańską i muzułmańską wiarę żołnierzy), łacińskie motto szlacheckiego rodu Guillet Semper Ulterius oraz 4 końskie ogony.